# Zemplínska Teplica
Zemplínska Teplica este o comună slovacă, aflată în districtul Trebišov din regiunea Košice. Localitatea se află la altitudinea de 202 m deasupra n.m., se întinde pe o suprafață de 26,81 km2 și în 2017 număra 1.696 de locuitori.

## Istoric
Localitatea Zemplínska Teplica este atestată documentar din 1263.

## Demografie
| An:                | 1994 | 2004   | 2014    | 2024    |
| ------------------ | ---- | ------ | ------- | ------- |
| Număr de persoane: | 1391 | 1466   | 1641    | 1859    |
| Diferență:         |      | +5,39% | +11,93% | +13,28% |

| An:                | 2023 | 2024   |
| ------------------ | ---- | ------ |
| Număr de persoane: | 1855 | 1859   |
| Diferență:         |      | +0,21% |